# Barjac (Lozère)
Barjac is een gemeente in het Franse departement Lozère (regio Occitanie) en telt 598 inwoners (1999). De plaats maakt deel uit van het arrondissement Mende.

## Geografie
De oppervlakte van Barjac bedraagt 29,3 km², de bevolkingsdichtheid is 20,4 inwoners per km².

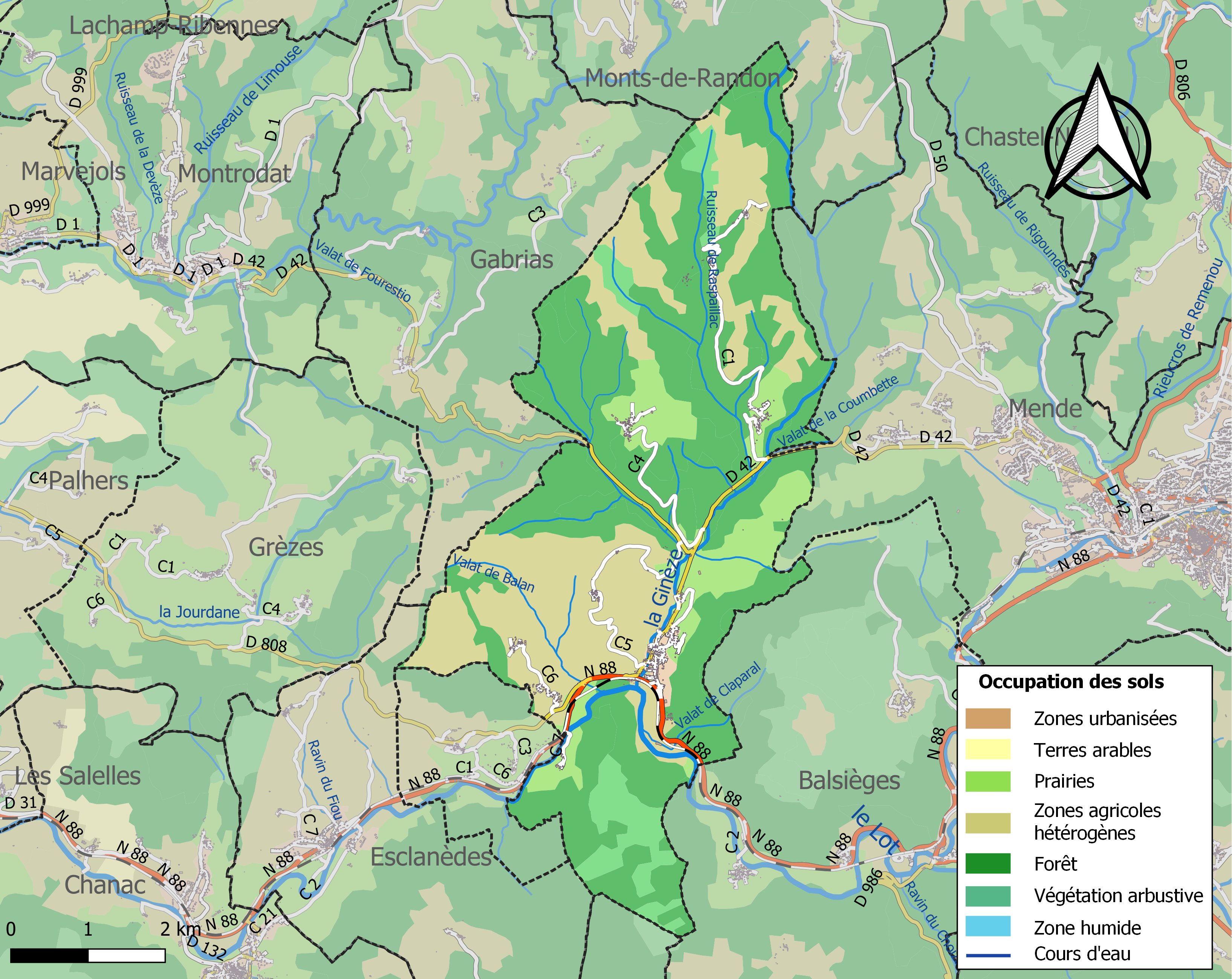
Kaart van de gemeente met de belangrijkste infrastructuur, bodemgebruik en omliggende gemeenten

De Lot stroomt door de gemeente.

## Verkeer en vervoer
- Station Barjac

## Demografie
Onderstaande figuur toont het verloop van het inwonertal (bron: INSEE-tellingen).